# Nicaraguas ambassad i Stockholm

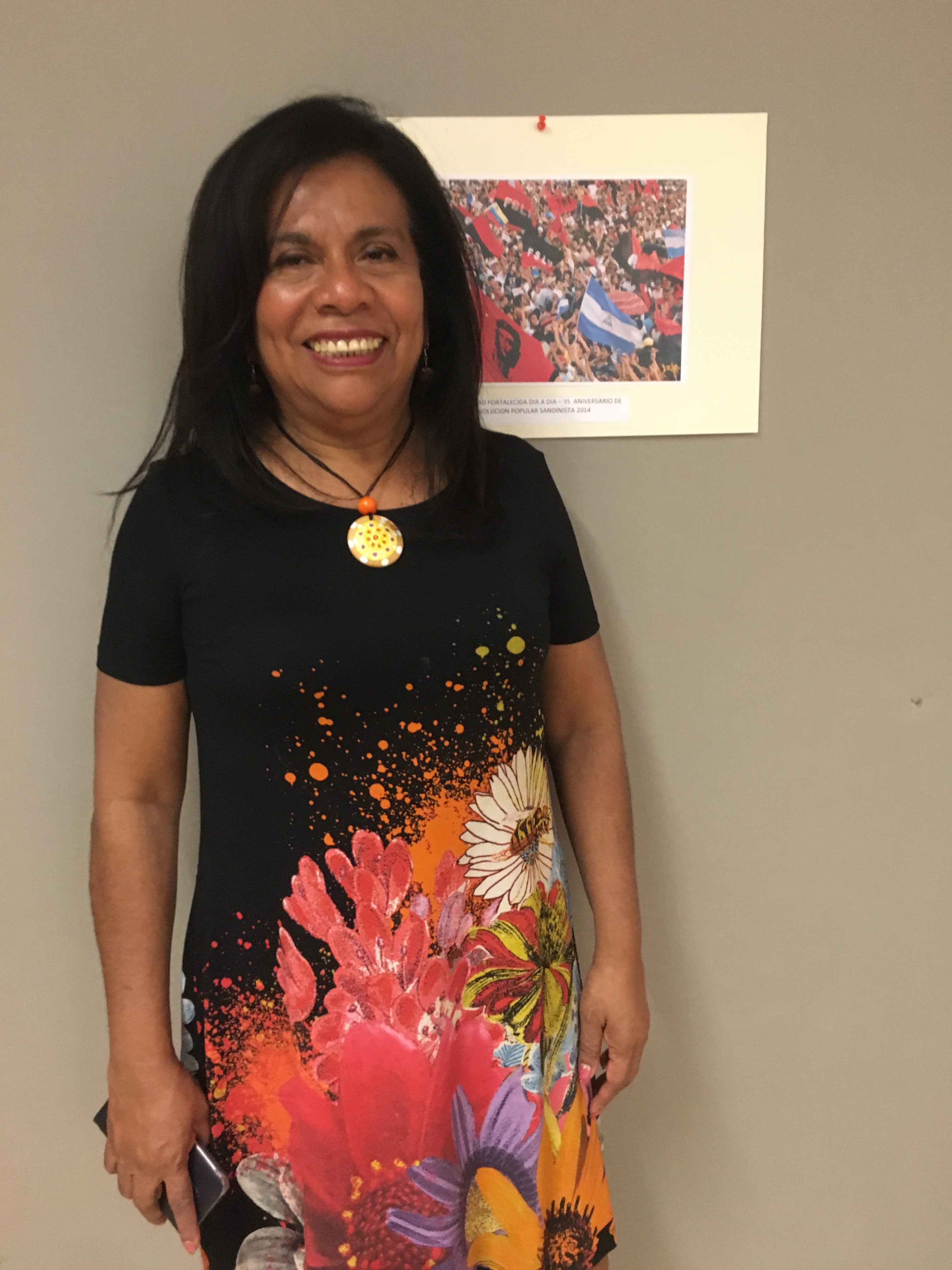
Veronica Rojas Berrios, Nicaraguas ambassadör i Sverige 2016–2018.

Nicaraguas ambassad i Stockholm är Nicaraguas beskickning i Sverige. Ambassaden ligger på Ringvägen 100 i Stockholm.

## Beskickningschefer
| Namn                             | Period    | Funktion               | Ackreditering                      |
| -------------------------------- | --------- | ---------------------- | ---------------------------------- |
| Francisco Ramón Chavarria        | ????–2016 | Chargé d'Affaires a.i. |                                    |
| Veronica Alejandra Rojas Berrios | 2016–     | Ambassadör             |                                    |
| Ricardo José Alvarado Noguera    | 2018–     | Ambassadör             | Sidoackrediterad från Helsingfors. |